# Адемуш
Адемуш (рум. Adămuș) — село у повіті Муреш в Румунії. Адміністративний центр комуни Адемуш.
Село розташоване на відстані 253 км на північний захід від Бухареста, 36 км на південний захід від Тиргу-Муреша, 71 км на південний схід від Клуж-Напоки, 128 км на північний захід від Брашова.

## Населення
За даними перепису населення 2002 року у селі проживали 2205 осіб.
Національний склад населення села:
| Національність | Кількість осіб | Відсоток |
| -------------- | -------------- | -------- |
| румуни         | 1066           | 48,3%    |
| угорці         | 581            | 26,3%    |
| цигани         | 553            | 25,1%    |

Рідною мовою назвали:
| Мова      | Кількість осіб | Відсоток |
| --------- | -------------- | -------- |
| румунська | 1224           | 55,5%    |
| угорська  | 572            | 25,9%    |
| циганська | 405            | 18,4%    |